# Snoddington
Snoddington – osada w Anglii, w hrabstwie Hampshire. Leży 25 km na północny zachód od miasta Winchester i 112 km na zachód od Londynu.